# Gouvernement de Grodno
1801–1915
Entités précédentes :
- Gouvernement de Lituanie
- Oblast de Belostok

Entités suivantes :
- Deuxième république de Pologne

Le gouvernement de Grodno (en russe : Гродненская губерния) est une division administrative de l’Empire russe, située en Biélorussie avec pour capitale la ville de Grodno (Hrodna). Créé en 1801, le gouvernement exista de facto jusqu’en 1915 et son occupation par l’armée impériale allemande lors de la Première Guerre mondiale. Il disparaît de jure avec l'occupation polonaise.

## Géographie
Le gouvernement de Grodno était bordé au nord par le gouvernement de Suwałki et, dans le sens des aiguilles d’une montre, par les gouvernements de Wilna, Minsk, Volhynie, Chełm, Lublin et Łomża.
Le territoire du gouvernement de Grodno se trouve actuellement principalement en Biélorussie, une partie est en Pologne et de petits territoires sont en Ukraine ainsi qu’en Lituanie.

## Histoire
La région passe sous contrôle russe en 1795 lors du partage de la Pologne et en 1796 est créé le gouvernement de Slonim (incluant Grodno). L’année suivante, en 1797, ce gouvernement est fusionné au gouvernement de Wilna pour former le gouvernement de Lituanie. Cette union ne dure que cinq ans et en 1801 les deux gouvernements sont de nouveaux séparés, le gouvernement de Slonim prenant le nom de gouvernement de Grodno. Il continua d’exister avec quelques modifications de frontières jusqu’à la Première Guerre mondiale et son occupation par les forces armées impériales allemandes.

## Subdivisions administratives
Au début du XXe siècle le gouvernement de Grodno était divisé en neuf ouiezds : Belostok, Bielsk, Brest-Litovsk, Volkovysk, Grodno, Kobrine, Proujany, Slonim et Sokolka.

## Population
En 1897 la population du gouvernement était de 1 631 645 habitants, dont 44,0 % de Biélorusses, 22,6 % d’Ukrainiens, 10,1 % de Polonais et 4,6 % de Russes.